# بلاف دیل (تگزاس)
بلاف دیل (به انگلیسی: Bluff Dale) یک منطقهٔ مسکونی در ایالات متحده آمریکا است که در تگزاس واقع شده‌است. بلاف دیل ۲٬۰۷۱ نفر جمعیت دارد.